# Talmassons
Talmassons es un municipio italiano situado en la provincia de Udine, en Friuli-Venecia Julia. Tiene una población estimada, a fines de agosto de 2023, de 3806 habitantes.

## Geografía

### Demografía
| Gráfica de evolución demográfica de Talmassons entre 1861 y 2023 |
|                                                                  |
| Fuente: ISTAT - Elaboración gráfica de Wikipedia                 |